# 多倫多大學士嘉堡校區

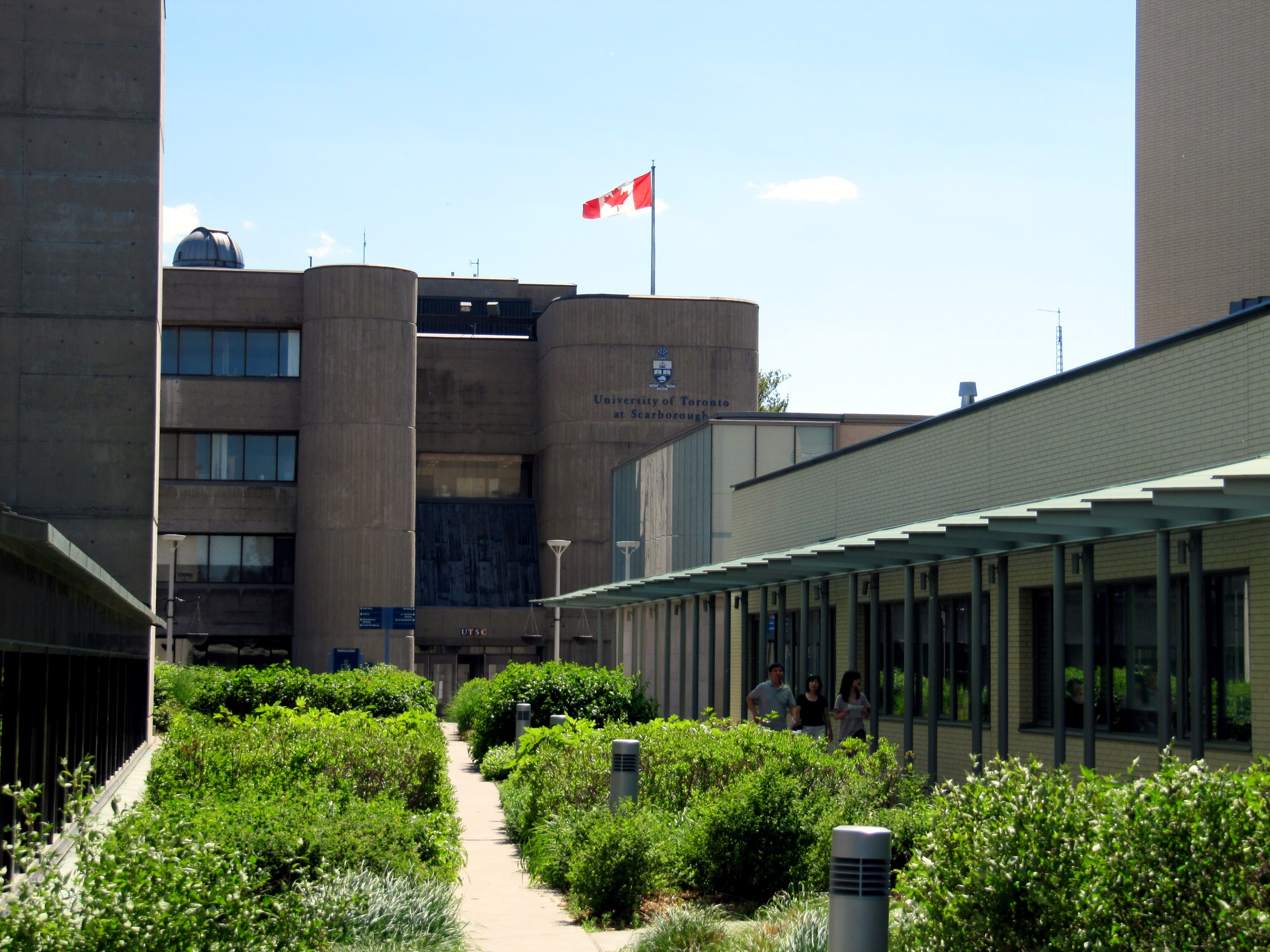
多倫多大學士嘉堡校區

多倫多大學士嘉堡校區（英語：University of Toronto Scarborough，又作）是多倫多大學的一座衛星校園，坐落於加拿大安大略省多倫多士嘉堡。此院校的前身為多倫多大學士嘉堡學院（Scarborough College, University of Toronto），於1964年成立，當時是多倫多大學文科和理科學院的組成學院，到1972年則改組為多大的一所獨立校區。此校於2014年約有12,000名學生，提供185種學位。雖然多倫多大學士嘉堡校區是一所獨立於多倫多大學的校區，但其畢業證書只是顯示多倫多大學，而非士嘉堡分校；另外，在多倫多大學士嘉堡校區所修讀的學分亦可與多倫多大學主校區及多倫多大學密西沙加校區互換。
多大士嘉堡校區主要提供本科教育，學系包括生物學系、物理學系（含行星部）、化學系、電腦及數學科學系、英文系、人文學系、管理學系、經濟管理學系、法文與語言學系、國際發展學系、哲學系、物理及環境科學系、心理學系及社會科學系。此外，該校亦聯同百年理工學院提供新聞系、新興媒體和急救工業雙聯學位。

## 課程

### 本科課程
多倫多大學士嘉堡校區現提供180個本科課程,當中包含三種本學位:榮譽文學士(HBA)(包含社會科學)，榮譽理學士(HBSc)(生命及健康科學、環境科學、電腦及數學科學、計量金融)和工商管理學士(BBA)(經濟學、環球商業學、會計學、財務、市場策劃等等)，並於每年開辦超過1200個科目。还提供更有挑战性的双学位项目，毕业时可以同时获得两个学位。不过，双学位项目的每年招生名额有限。其中管理金融学和统计学量化金融学方向(BSc)五年双学位(BBA&HBSc)项目每年只从全球招收最优秀的20名新生。另外，又與百年理工学院合辦三項本科課程。
現時，多倫多大學士嘉堡校區的榮譽文學士包含以下課程，可供學生选讀，例如: 創意寫作、傳理、文學、心理語言學、哲學、城市規劃、政治學和公共法律等等。榮譽理學士方面就包含: 生命及健康科學、國際發展學、太空學、環境科學、物理、原子生物、疾病學、神經科學、救護、生物、軟件工程、電腦及數學科學、計量金融等等。工商管理學士則提供經濟學、環球商業學、會計學、財務、市場策劃、人力資源、策略管理、管理及資訊科技;其中，多倫多大學士嘉堡校區是整所多倫多大學中，提供環球商業學以及帶薪實習（Co-op）課程的唯一校區，也是唯一有双学位（double degree）项目的校区。

### 研究生課程
多倫多大學士嘉堡校區現分別提供兩個碩士及博士課程，包括環境科學碩士和博士、文學碩士-諮詢和臨床心理學及諮詢和臨床心理學博士。

## 招生

### 普通入學辦法
陆港澳台或其他地區學生通過投考當地的高級程度考試,例如香港中學文憑考試,英國普通教育高級程度證書等等，以獲取入學資格。基本流程是通過加拿大安大略省大學聯招中心的網頁報名，並把中學校內成績及英語能力評估或其他相關文件郵寄至多倫多大學總入學部，以讓多倫多大學士嘉堡校區入學收生部評估學生的入學資格，並於三月至七月期間發出入學通知書。

### 中國大陆及港澳台自行收生計劃
多倫多大學士嘉堡校區提供自行收生計劃予大中華地區，为准备高考的普通高中学生提供第二選擇。 中國大陆的自行收生計劃稱為绿色通道（Green Path）。该项目只会与各省重点普通高中签约。选择签约学校时，招生办主任会到学校实地探访，综合评估后方做出决定。與本計劃簽訂協議的高中現時有二十一所，就讀該二十一所高中的學生需要通過学校推荐，方可申請，再使用多倫多大學士嘉堡校區入學部網站完成申請。学生需要通過多倫多大學士嘉堡校區命题的高考难度的英語和数学能力测试，再通过一场面试选拔，方可收到录取。申請時需提供校內高中成績及高中会考（高中畢業考試）成绩。為保持水準，本計劃由多倫多大學士嘉堡校區國際部直接管理。
大學之道（台灣）自行收生計劃（Fair Taiwan）是項與绿色通道類似的計劃。
港澳地區的自行收生計劃稱為绿色通道 - 香港(Green Path - Hong Kong)港澳地區的學生可以通過绿色通道 - 香港申請多倫多大學士嘉堡校區，多倫多大學士嘉堡校區並會在香港舉辦入學考試。

## 校園生活
多倫多大學士嘉堡校區除了學生會外，還有近300個大小型的系會、協會和學會。種類繁多,例如:管理及經濟系學生會、生物系學生會、國際發展系學生會、士嘉堡校區康體協會、翻譯及就業發展協會、中國學生學者協會、投資社、社交學會等等。
校內主要活動
Live- Conference Competition: 全國性管理學比賽

## 學生會長選舉風波
2019年2月，加拿大籍流亡藏人齊美拉莫（Chemi Lhamo）當選多倫多大學士嘉堡分校學生會長。該校的中國留學生發現其曾與第十四世达赖喇嘛合照及展示「自由西藏」標語，因此指稱其具有「藏獨」背景，並在社交媒体和校内发起罢免联署，要求學校取消其當選資格。

## 外部連結
- 官方网站
- 多倫多大學士嘉堡校區入學及招生部 （页面存档备份，存于）